# The World Is Not Enough (песня)
«The World Is Not Enough» — песня рок-группы Garbage, ставшая заглавной темой фильма про Джеймса Бонда с одноимённым названием. Была выпущена в 1999 году лейблом Radioactive Records. Garbage записали песню во время своего тура по Европе в поддержку альбома Version 2.0.
«The World Is Not Enough» была написана Дэвидом Арнольдом и Доном Блэком, который до этого уже участвовал в написании песен для Бондианы. В тексте песни присутствуют слова «В жизни нет смысла, если ты не чувствуешь себя живым», которые являются важным моментом в сюжете фильма. «Песня отражает фильм. Она рассказывает историю, которая конечно же о мировом господстве, но гораздо более личная и глубокая», заявил Блэк: «Она драматическая и как баллада, но чувствуется как современная».
Сингл был положительно воспринят критиками, а также попал в десятку лучших песен в чартах Исландии, Италии, Норвегии и Финляндии, а также вошёл в сороковку лучших песен в чартах Австрии, Германии, Ирландии, Испании, Швейцарии и США. Десять лет спустя песня была заново записана и вошла в сборник лучших песен о Бонде The Best of Bond… James Bond и в сборник лучших песен Garbage Absolute Garbage.

## Предыстория
В сентябре 1998 года Майкл Уилсон и Барбара Брокколи, владельцы Eon Productions и продюсеры фильмов о Джеймсе Бонде, обратились к Дэвиду Арнольду с предложением написать музыку к девятнадцатому фильму о Бонде, премьера которого была запланирована на ноябрь следующего года.. В прошлом Арнольд уже сотрудничал Eon Productions — он принимал участие в создании саундтрека к предыдущему фильму о Бонде «Завтра не умрёт никогда», а также в создании Shaken and Stirred: The David Arnold James Bond Project — сборника кавер-версий, записанных такими исполнителями, как Pulp, Эйми Мэн и Дэвид Маколмонт. Продюсеры фильма были заинтересованы в том, чтобы музыка была написана как можно быстрее, чтобы её элементы можно было вставить в заглавный трек. В качестве отправной точки в написании саундтрека режиссёр фильма, Майкл Эптед, попросил взять песню «Nobody Does It Better» из фильма «Шпион, который меня любил».

## Создание композиции
В заглавной песне фильма Арнольд решил объединить классическую музыку Бонда с электронной музыкой, что впоследствии повлияло на большую часть саундтрека к фильму. Оркестровое звучание было необходимо, так как аудитория картины ожидает определённые элементы в фильмах о Бонде, без которых «И всего мира мало» стал бы обычным боевиком. Поэтому автор постарался достичь оптимального баланса, чтобы музыка была и не слишком похожа, и не совсем не похожа на заглавные песни к фильмам о Бонде. В работе над песней, названной так же, как и фильм «The World Is Not Enough», Арнольд сотрудничал с автором текстов Доном Блэком, который имел тридцатилетний опыт в написании песен к фильмам о Бонде и был автором песен Тома Джонса «Thunderball», Ширли Бэсси «Diamonds Are Forever», Лулу «The Man with the Golden Gun» и k.d. lang «Surrender». В процессе работы Арнольд и Блэк встречались несколько раз, чтобы обсудить текст «The World Is Not Enough», но в основном связывались по телефону, факсу и электронной почте. По словам Арнольда, он «объединил несколько ла-ла-ла вместе и, неожиданно, родилась песня». К концу года Арнольд и Блэк завершили почти полностью текст и музыку песни кроме перехода — небольшой секции, состоящей из нескольких тактов.
В начале января 1999 года у Арнольда уже был первый набросок текста, и он записал на синтезаторе демозапись в своей студии. Когда демоверсия была записана, он лично представил её Уилсону, Брокколи и Эптеду, которые были очень довольны результатом. Вскоре после этого агент Арнольда представил запись управляющим MGM в Лос-Анджелесе, которым она не понравилась из-за того, что это была баллада, а они ожидали песню в более быстром ритме. Позже MGM попросили Арнольда переписать секвенцию, которая была очень похожа на мотив в предыдущей песне о Бонде.
В начале года в Лондоне Арнольд предложил вокалистке Garbage Ширли Мэнсон принять участие в записи песни. Через неделю после их встречи он отправил группе демозапись, которая очень понравилась исполнителям. Уже вскоре Арнольд сделал официальное предложение группе и, по его словам, Мэнсон очень обрадовалась этому: «Я никогда не встречал более воодушевлённого ответа на вопрос, типа „ты бы хотела сделать это?“». Позже Мэнсон объясняла: «Я ухватилась за шанс [записать эту песню], потому что мне всегда хотелось сделать это с тех пор как я была ребёнком». После того, как ей предложили принять участие в записи, Мэнсон попросила сделать небольшое изменение в тексте, потому что строка «I know when to kiss and I know when to kill» не соответствовала её вкусу. Арнольд и Блэк поменяли слово «I» на «we» в окончательной версии текста.
В начале августа участие Garbage в записи было окончательно утверждено MGM и лейблом Мэнсон Radioactive Records, который должен был выпустить саундтрек и сингл. Один из руководителей Radioactive Гари Кюрфурист заявил: «Саундтрек фильма — первоклассный, а сингл Garbage — великолепный. Ширли Мэнсон как всегда блистательна». Президент MCA Джей Боберг подтвердил: «Каждый фильм про Джеймса Бонда жизненно важный кусочек в поп-культуре, и, как фанат Бонда, я очень волнуюсь при выпуске саундтрека. Garbage — одна из лучших современных групп, и они отлично исполнили заглавный трек». Согласно Music Week, до того как были выбраны Garbage, продюсеры фильма отклонили кандидатуры Jamiroquai, Робби Уильямса, Шарлин Спитери, Бьорк и Мелани С. Арнольд же отрицал, что были прослушивания других исполнителей, заявив, что сингл писался только под фильм, а не под какого-то исполнителя.

## Кавер версии
В 2002 году канадская певица Дайана Кролл выпустила кавер версию «The World Is Not Enough» для британского концерта «The Songs of Bond». Через четыре года турецкий исполнитель Муслим Гюрзес выпустил кавер версию песни на своём альбоме Aşk Tesadüfleri Sever. Турецкий артист сделал ре-аранжировку песни и перепел её на турецком языке, переименовав её в «Bir Ömür Yetmez (A Life Is Not Enough)».

## Критика
Песня получила в основном положительные отзывы от музыкальных критиков. Стив Томас Эрлевайн из AllMusic написал, что группа создала первоклассную тему для фильма. В обзоре Billboard Чак Тейлор написал, что мрачно-сексуальная электронная атмосфера песни полностью соответствует стилю группы. Это не только лучшая тема для фильма, но и отличный трек, который должен взволновать поклонников группы и Бонда. Сайт IGN поместил песню на 9 место в списке «10 лучших песен Джеймса Бонда». Были и негативные отзывы от приверженцев классики. В 2012 году песня заняла 2-е место среди лучших песен Бонда всех времен, уступив композиции «Goldfinger».

## Список композиций
| - UK CD-сингл Radioactive RAXTD-40 - Европейский CD-макси Radioactive 155 672-2 1. «The World Is Not Enough» — 3:57 2. «The World Is Not Enough — U.N.K.L.E. Remix» — 5:13 3. «Ice Bandits» — 3:42 | - UK сингл на аудиокассете Radioactive RAXC-40 - Европейский CD-сингл Radioactive 155 675-2 1. «The World Is Not Enough» — 3:57 2. «Ice Bandits» — 3:42 |

## Чарты
| Чарт (1999–2000)                           | Высшая позиция |
| ------------------------------------------ | -------------- |
| Австрия (Ö3 Austria Top 40)                | 40             |
| Бельгия/Фландрия (Ultratip Bubbling Under) | 7              |
| Бельгия/Валлония (Ultratop 50)             | 12             |
| Europe (European Hot 100 Singles)          | 40             |
| Финляндия (Suomen virallinen lista)        | 7              |
| Франция (SNEP)                             | 55             |
| Германия (GfK)                             | 38             |
| Greece (IFPI)                              | 10             |
| Iceland (Íslenski Listinn Topp 40)         | 1              |
| Ирландия (IRMA)                            | 30             |
| Italy (Musica e dischi)                    | 6              |
| Нидерланды (Single Top 100)                | 48             |
| Норвегия (VG-lista)                        | 7              |
| Шотландия (OCC Scotland)                   | 12             |
| Spain (AFYVE)                              | 12             |
| Швеция (Sverigetopplistan)                 | 54             |
| Швейцария (Schweizer Hitparade)            | 16             |
| Великобритания (OCC UK Singles)            | 11             |

| Чарт (2000)                        | Позиция |
| ---------------------------------- | ------- |
| Iceland (Íslenski Listinn Topp 40) | 53      |

## История выпуска
| Дата релиза    | Территория     | Лейбл               | Формат                                                  |
| -------------- | -------------- | ------------------- | ------------------------------------------------------- |
| 4 октября 1999 | США            | Radioactive Records | Радио: AAA, Alternative, Modern Adult и современный рок |
| 15 ноября 1999 | Великобритания | Radioactive Records | CD-сингл, аудиокассета                                  |
| 15 ноября 1999 | Европа         | Radioactive Records | CD-макси, CD-сингл                                      |
| 7 декабря 1999 | Европа         | Radioactive Records | CD-макси, CD-сингл                                      |